# Мабар

Коромандельский берег на карте Индии.

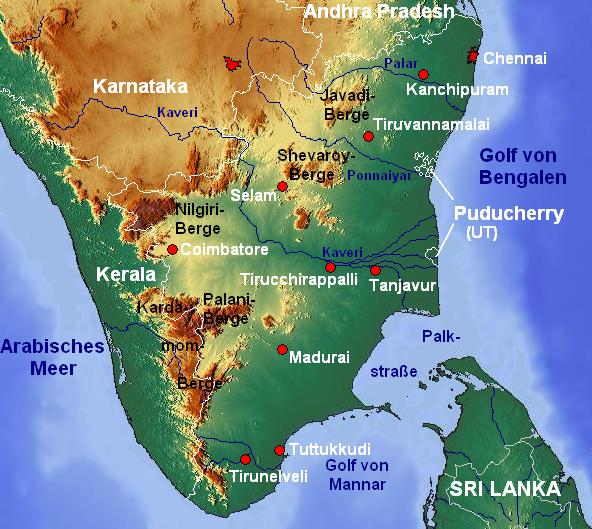
Карта юга Индии.

Штат Тамилнад на карте Индии.

Мабар (англ. Mabar) — название, данное арабами побережью восточнее Декана, которое примерно совпадает с Коромандельским берегом (произошло от Coromandalan, царство Колес) и ещё ближе к побережью сегодняшнего штата Тамилнад. Столицу Мабара Танджавур (англ. Tanjavur) персы и арабы называли Барр аль-Сулиян (или Шулиян) (англ. Barr al-Suliyan, al-Shuliyan).
Мабар в переводе с арабского означает «проход» или «точки, откуда» якобы основой проход на Цейлон.
Когда-то это побережье входило в штат Мадрас. Сегодня это побережье в штате Тамилнад. Недалеко от побережье на пути к Цейлону расположен город Мадурай. Залив окружённый Цейлоном и Югом Индии называется заливом Маннар. Так что слово Мабар могло произойти и от местного индийского топонима, а не из арабского языка. Вполне возможно, что Мадурай или Маннар трансформировалось в арабское Мабар. Но возможно и наоборот, название Мабар дало имена топонимам Мадурай, Маннар, Мадрас. И сегодня слова «Мабар» и «Манар» широко применимы у арабов и в исламских странах для обозначения топонимов.